# Gracillaria ussuriella
Gracillaria ussuriella är en fjärilsart som först beskrevs av Ermolaev 1977.  Gracillaria ussuriella ingår i släktet Gracillaria och familjen styltmalar. Inga underarter finns listade i Catalogue of Life.